# Pycnique
Il s'agit de l'un des "types" décrits par Kretschmer en rapport avec certaines tendances à présenter une forme précise de pathologie psychiatrique, ou certaines caractéristiques psycho-physiologiques. Le pycnique (du grec puknon [pycn(o)-], dru, épais, fréquent, fortement) s'oppose au leptosome qui s'est lui développé plus en hauteur qu'en largeur.
La typologie de Kretschmer fait une bonne place au type « pycnique ». Il l'évoque comme un digestif rond, qui « offre une prépondérance des dimensions horizontales sur les dimensions verticales : une forte expansion des cavités viscérales (crâne, thorax, abdomen) et une tendance à l’accumulation de graisse sur le tronc, alors que l’appareil locomoteur est plutôt gracile. Le torse semble avoir glissé sur l’abdomen, la tête est portée en avant, le cou, gros et court, disparaît presque. Le dos est rond, l’embonpoint qui n’est pas essentiel, limité à l’abdomen, la peau douce, la taille moyenne. Le pycnique n’atteint sa forme achevée que vers trente cinq ou quarante ans, il est plus difficile à déceler avant, sinon par le volume des cavités, les contours adoucis du visage, le modèle imprécis du corps. Le visage comme le corps tend à la mollesse et à la rotondité des formes. Avec l’âge, des dépôts graisseux se forment aux joues et sous le menton (bajoues, double menton). Jeune, le visage est plein, harmonieux, florissant, rondelet chez la femme, avec un air de candeur et de bonté, plus agréable quoique moins intéressant que celui du leptosome. Avec les années, il s’oriente vers un pentagone souligné par la peau tombant des bajoues et le fort maxillaire. Forte tendance à une calvitie bien délimitée. Peau rosée ou rouge avec des trainées rouges, bien capitonnée de graisse. La main toujours gracile est, dans la vieillesse recouverte d’une peau fanée, trop large. Psychiquement, il y a une grande affinité entre le pycnique et les dispositions psychiques de nature cycloïde, sociabilité, alternance rythmique d’excitation et de dépression. On voit également sa parenté avec les brachytypes ou bréviligne et avec le digestif rond de Mac Auliffe, et avec le vagotonique. »
Il présenterait volontiers un tempérament cyclothymique, en contact avec la réalité mais d'humeur variable.